# Charlotte de Hesse-Darmstadt
Charlotte-Wilhelmine-Christiane-Marie de Hesse-Darmstadt, née le 5 novembre 1755 à Darmstadt et morte en couches le 12 décembre 1785 à Hanovre, est une princesse allemande, duchesse de Mecklembourg-Strelitz par mariage.

## Biographie
Charlotte de Hesse-Darmstadt est une des filles du prince Georges-Guillaume de Hesse-Darmstadt (1722-1782) et de son épouse Louise, fille du comte Christian-Charles-Reinhard de Leiningen-Dagsbourg-Falkenbourg. Avec sa sœur Louise de Hesse-Darmstadt (1761-1829), elle est une compagne de l'archiduchesse Marie-Antoinette d'Autriche qui épousera en 1770 le futur roi Louis XVI de France. L'amitié des trois princesses durera autant que leur vie.
La princesse est d'abord fiancée en 1775 au prince Pierre-Frédéric-Guillaume d'Oldenbourg (1754-1823), mais la santé mentale de ce dernier en décide autrement. Elle épouse le 28 septembre 1784 le futur duc Charles II de Mecklembourg-Strelitz, qui était son beau-frère jusqu'à la mort de sa sœur Frédérique en 1782.
Le ménage élit résidence à Hanovre, où Charles de Mecklembourg-Strelitz est nommé gouverneur, Georges III, souverain de Hanovre, étant aussi souverain du Royaume-Uni, où il vivait. Elle meurt en donnant le jour à Charles de Mecklembourg-Strelitz. Charles, le père de l'enfant, démissionne de sa charge de gouverneur et se rend à Darmstadt, où les enfants sont élevés par leur grand-mère maternelle.